# Planification

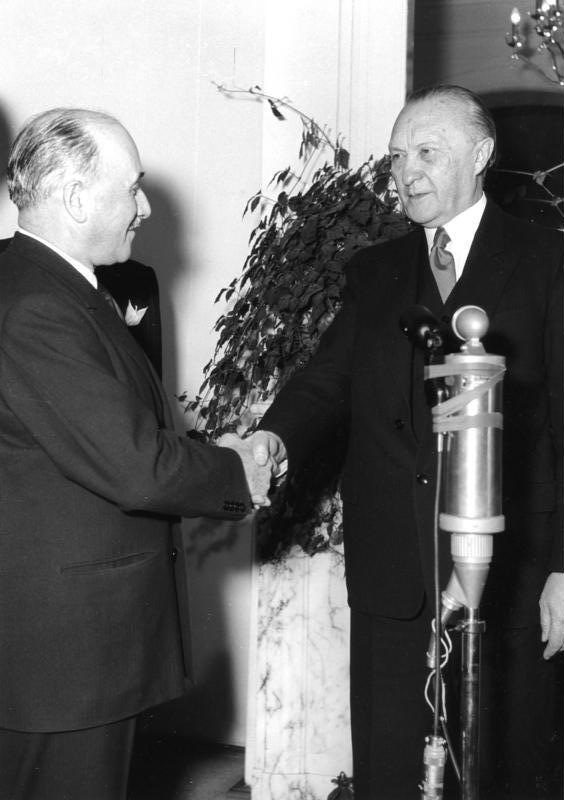
Jean Monnet (links), Präsident der Hohen Behörde der Montanunion, Besuch bei Konrad Adenauer 1953

Planification (französisch, Aussprache [planifika'sjõ], von lateinisch planificare „planen“; eingedeutscht Planifikation) bezeichnet in der Wirtschaftsgeschichte Frankreichs das System staatlicher Planung der Volkswirtschaft. Es wurde 1946 von Jean Monnet auf Grundlage der bisherigen französischen Erfahrungen des Zusammenwirkens von Staat und Wirtschaft geschaffen. In den darauffolgenden Planungsperioden wurde das Verfahren mehrfach umgeändert.

## Geschichte
Nach dem Ersten Weltkrieg wurde der Typus des „gemischten Unternehmens“ geschaffen. Mit dieser Partnerschaft von privatem und öffentlichen Kapital sollte der nationalen Industrie das Vordringen in Bereiche ermöglicht werden, in die das private Kapital sich allein nicht heranwagte (Ölindustrie: Compagnie Française des Pétroles (CFP), Chemie). Zuvor war es in Frankreich in ähnlichen Fällen üblich gewesen, dass der Staat einer einzelnen Firma eine exklusive Konzession erteilte.
Anders als bei dem britischen Gegenstück, der Anglo-Persian Oil Company (später: British Petroleum), die von Winston Churchill bereits vor dem Ersten Weltkrieg ins Leben gerufen worden war, hat in Frankreich die Regierung, obwohl sie oft nur über eine Minderheitsbeteiligung verfügte, auf ihre Mitwirkung bei der Geschäftsführung der betreffenden Unternehmen nicht verzichtet. Außerdem war der französische Staat infolge des Ersten Weltkrieges in Besitz deutschen Produktivvermögens gekommen, wie etwa die Kohlebergwerke im Saargebiet und die Rheinschifffahrtsgesellschaft. 1924 wurde mit dem Nationalen Wirtschaftsrat eine beratende Körperschaft geschaffen, um die Investitionen der Nation langfristig zu planen. 1926 und 1929 kam es zu einem Plan über die nationale Ausrüstung (Outillage National).
Die Existenz eines relativ großen Sektors staatlicher bzw. staatlich beeinflusster Unternehmen war einerseits die Voraussetzung und schuf andererseits auch die Notwendigkeit, die staatliche Wirtschafts- und Industriepolitik langfristig zu koordinieren.
Es setzte sich eine Art „Indikativplanung“ durch. Dabei wird mehr auf die anstrebenswerten Ziele hingewiesen, statt dass diese auf administrativem Wege angeordnet würden. Durch das Gewicht der Unternehmen der gemischten Ökonomie lag es in der Regel im Interesse auch der rein privatwirtschaftlichen Unternehmen, sich an den von den Planungsgremien vorgegebenen Planzielen zu orientieren.